# Чеккинелло, Лучо
Лучо Чеккинелло (итал. Lucio Cecchinello; род. 21 октября 1969, Венеция) — бывший итальянский мотогонщик, участник чемпионата мира по шоссейно-кольцевым мотогонкам MotoGP в классе 125cc (1993-2003 годы). Основатель гоночной команды MotoGP Team LCR, которую и возглавляет с 2004 года.

## Биография
Рев двигателей и скорость всегда привлекали Лучо еще с детства. Как только Чеккинелло получил водительскую лицензию, он взял свои сбережения, заработанные работой летом, и с помощью своего отца Лучано купил новый Honda NS125 чтобы воплотить свою мечту стать профессиональным гонщиком.
Как только ему исполнилось восемнадцать лет, с одобрения отца Лучано, Лучо в 1989 году дебютировал как гонщик в итальянском чемпионате на Honda NSR125. В своей третьей гонке на гоночной трассе Монца, Чеккинелло одержал свою первую победу. В том сезоне он в общем зачете занял второе место вслед за Максом Бьяджи.
В 1991 году Лучо Чеккинелло дебютировал в чемпионате Европы по шоссейно-кольцевых мотогонок в классе 125сс с командой «Team Italia», заняв в общем зачете 10-е место. Через два года в чемпионате Европы в 125-кубовому классе он стал вторым и в 1993 году он, наконец, дебютировал в чемпионате мира MotoGP. В следующем году команда «GIVI» подписала с Лучо контракт для участия в чемпионате мира в классе 125сс, с которой он заработал свои первые очки в чемпионате, заняв 30-е место в общем зачете. В 1995 году Лучо вместе с командой «Team Pileri» стал чемпионом Европы, выиграв 8 из 11 гонок сезона.
Сезон 1996 года стал поворотным пунктом для Чеккинелло, который решил основать собственную гоночную команду Team LCR — Lucio Cecchinello Racing), с которой снова вернулся в чемпионат мира как и менеджер, и гонщик одновременно, заработав несколько важных результатов в первой десятке.
На своей Honda Лучо завоевал первую победу в чемпионате мира в классе 125cc на гоночной трассе «Харама» в Испании в 1998 году: в том сезоне напарником по команде был талантливый японский гонщик Нобору Уэда. Дуэт получил много важных результатов для команды в сезонах 2001-2002 Лучо закончил чемпионат на 4-й позиции на Aprilia RS125. С сезона 2002 года команда Чеккинелло расширила свое представительство до участия еще и в классе 250cc, а с 2006-го — еще и в классе MotoGP. В разные годы за команду выступали такие талантливые гонщики, как Кейси Стоунер, Алекс де Анджелис, Давид Чека, Роберто Локателли, Маттиа Пазини, Рэнди де Пунье и Карлос Чека.
Перед окончанием карьеры Лучо Чеккинелло реализовал одну из своих давних мечтаний — одержал победу на Гран-При Италии в Муджелло в 2003 году.
С 2004 года итальянец полностью посвятил себя управлению командой.